# La novia gitana (serie de televisión)
La novia gitana es una serie de televisión por internet española de thriller basada en la novela homónima de Carmen Mola (seudónimo colectivo de los guionistas de televisión Jorge Díaz, Antonio Mercero y Agustín Martínez), producida por Diagonal TV y Viacom International Studios para Atresplayer Premium. Mercero y Díaz coescribieron la serie junto a José Rodríguez y Susana Martín Gijón, que ha sido dirigida por Paco Cabezas y protagonizada por Nerea Barros. Se proyectó por primera vez en el Festival Internacional de Cine de San Sebastián de 2022, antes de estrenarse en Atresplayer el 25 de septiembre de 2022.
El 25 de julio de 2022, la serie fue renovada para una segunda temporada antes del estreno de la primera, basada en la secuela de la novela original, La red púrpura, la cual se estrenó el Atresplayer el 8 de octubre de 2023. El 13 de junio de 2023, la serie fue renovada para una tercera temporada antes del estreno de la segunda, que adaptaría el tercer libro de la saga, La nena.

## Trama

### Primera temporada:La novia gitana
Elena Blanco (Nerea Barros) es una inspectora de homicidios de la BAC (Brigada de Análisis de Casos) que es asignada, junto a su equipo, a buscar al culpable del asesinato de Susana Macaya (Zaira Romero), una joven gitana que tras su despedida de soltera ha desaparecido y ha sido asesinada mediante un macabro ritual que reproduce la muerte de su hermana Lara siete años antes – salvo que el asesino de Lara ya estaba cumpliendo condena desde hace tiempo.

### Segunda temporada:La red púrpura
Seis meses después del desenlace del caso Macaya, la BAC ha sido penalizada y trasladada a otra nave sin más ocupación que tirar del hilo que dejó Vistas para descubrir qué es exactamente la Red Púrpura, que se oculta en las profundidades de Internet para traficar con seres humanos. Sus víctimas son niños secuestrados, menores sin futuros y mujeres convertidas en mercancía por la que los espectadores pagan y hasta pujan por el desenlace. Indagar dónde no deben va a tener consecuencias para el equipo y todos se van a arriesgar, quizá demasiado, por meterse en la oscura y profunda red.

## Reparto
| Intérprete             | Personaje                          | Temporadas            | Temporadas            | Episodios |
| Intérprete             | Personaje                          | 1 La novia gitana     | 2 La red púrpura      | Episodios |
| ---------------------- | ---------------------------------- | --------------------- | --------------------- | --------- |
| Nerea Barros           | Elena Blanco                       | Principal             | Principal             | 16        |
| Darío Grandinetti      | Miguel Vistas Pereyra              | Principal             | Recurrente            | 15        |
| Flavio Rey             | Miguel Vistas Pereyra              | Principal             |                       | 8         |
| Vicente Romero         | Rodrigo Orduño                     | Principal             | Principal             | 15        |
| Ignacio Montes         | Ángel Zárate                       | Principal             | Principal             | 16        |
| Lucía Martín Abello    | Francisca "Chesca" Olmo            | Principal             | Principal             | 16        |
| Mona Martínez          | Mariajo                            | Principal             | Principal             | 16        |
| Mónica Estarreado      | Sonia                              | Principal             |                       | 7         |
| Francesc Garrido       | Buendía                            | Principal             | Principal             | 16        |
| Moreno Borja           | Moisés Macaya                      | Principal             |                       | 6         |
| Carlos Cabra           | El Capi                            | Principal             | Principal             | 11        |
| Emilio Palacios        | Raúl Garcedo                       | Principal             |                       | 7         |
| Daniel Ibáñez          | Carlos Rodríguez Velasco "Caracas" | Principal             | Recurrente            | 16        |
| Cecilia Gómez          | Cintia López                       | Principal             |                       | 5         |
| Miguel Hermoso         | Damián Masegosa                    | Principal             |                       | 4         |
| Zaira Romero           | Susana Macaya                      | Principal             | Invitada              | 9         |
| Nazaret Cortés         | Candela Macaya                     | Principal             |                       | 7         |
| Lola Casamayor         | Ascensión                          | Colaboración especial |                       | 4         |
| Miguel Ángel Solá      | Salvador Santos                    | Colaboración especial |                       | 5         |
| Óscar de la Fuente     | Antonio Jáuregui                   | Colaboración especial | Recurrente            | 12        |
| Javier Botet           | Abel "El Canijo"                   | Colaboración especial |                       | 2         |
| Ginés García Millán    | Comisario Manuel Rentero           | Colaboración especial | Colaboración especial | 14        |
| Roberto Álamo          | Antonio Castro Cervantes "Dimas"   |                       | Principal             | 8         |
| Carmen Prada           | Marina                             |                       | Principal             | 7         |
| Unai Mayo              | Lucas                              | Invitado              | Principal             | 9         |
| Hugo Prieto            | Lucas                              | Recurrente            | Principal             | 10        |
| María Mercado          | Aurora López Sepúlveda             | Invitada              | Principal             | 8         |
| Michel Herráiz Gurillo | Daniel Robles                      |                       | Principal             | 5         |
| María Morales          | Soledad                            |                       | Principal             | 2         |
| Font García            | Alberto Robles                     |                       | Principal             | 2         |
| Elena Matateyou        | Aisha Bassir                       |                       | Principal             | 8         |
| Nuria González         | Rocío Narváez                      |                       | Colaboración especial | 5         |
| Andrés Gertrúdix       | Casto Weyler                       |                       | Colaboración especial | 5         |
| Andrés Lima            | Andoni Arístegui "Kortabarría"     |                       | Colaboración especial | 4         |
| Manolo Caro            | Carajaca                           |                       | Colaboración especial | 2         |

### Primera temporada:La novia gitana(2022)

#### Reparto principal
- Nerea Barros como Elena Blanco
- Darío Grandinetti como Miguel Vistas Pereyra
- Vicente Romero como Rodrigo Orduño
- Ignacio Montes como Ángel Zárate
- Lucía Martín Abello como Francisca "Chesca" Olmo
- Mona Martínez como Mariajo
- Mónica Estarreado como Sonia (Episodio 1 - Episodio 7)
- Francesc Garrido como Buendía
- Moreno Borja como Moisés Macaya (Episodio 1 - Episodio 6)
- Carlos Cabra como El Capi (Episodio 1 - Episodio 7)
- Emilio Palacios como Raúl Garcedo (Episodio 1 - Episodio 6; Episodio 8)
- Daniel Ibáñez como Carlos Rodríguez Velasco "Caracas"
- Cecilia Gómez como Cintia López (Episodio 1 - Episodio 5)
- Miguel Hermoso como Damián Masegosa (Episodio 3 - Episodio 4; Episodio 6 - Episodio 7)
- Zaira Romero como Susana Macaya
- Nazaret Cortés como Candela Macaya (Episodio 1 - Episodio 7)
- Flavio Rey como Miguel Vistas (niño)

con la colaboración especial de
- Lola Casamayor como Ascensión (Episodio 1; Episodio 3; Episodio 5; Episodio 8)
- Miguel Ángel Solá como Salvador Santos (Episodio 1; Episodio 3; Episodio 5 - Episodio 6; Episodio 8)
- Óscar de la Fuente como Antonio Jáuregui (Episodio 5 - Episodio 8)
- Javier Botet como Abel "El Canijo" (Episodio 6 - Episodio 7)
- Ginés García Millán como Comisario Manuel Rentero (Episodio 1 - Episodio 7)

#### Reparto recurrente
- Ariel Carmona como ? (Episodio 1; Episodio 3 - Episodio 5)
- Alberto Raw como ? (Episodio 1; Episodio 4; Episodio 6; Episodio 8)
- José Manuel Muñoz “Cheto” como Gero (Episodio 1; Episodio 3 - Episodio 5)
- Laura Agramonte como Lara Macaya
- Antonio Gómez como El Tuerto (Episodio 2; Episodio 4 - Episodio 6; Episodio 8
- Luis Bondia como ? (Episodio 2 - Episodio 4; Episodio 6)
- Hugo Prieto como Lucas (niño) (Episodio 2; Episodio 7 - Episodio 8)
- Víctor Rivas como ? (Episodio 2 - Episodio 4; Episodio 6)
- Chiqui Maya como ? (Episodio 3 - Episodio 5)
- Juan Carlos Rueda como Funcionario de prisiones (Episodio 3; Episodio 6 - Episodio 8)
- Julen Alba como Funcionario de prisiones (Episodio 3; Episodio 6 - Episodio 7)
- Guillermo Dorda como Chano (Episodio 3 - Episodio 4; Episodio 6)
- Mauricio Morales como ? (Episodio 3 - Episodio 5)
- Óscar Hernández como Funcionario de prisiones (Episodio 3 - Episodio 4; Episodio 6)

#### Reparto invitado
- Unai Mayo como Lucas (Episodio 8)
- María Mercado como Aurora López Sepúlveda (Episodio 8)

### Segunda temporada:La red púrpura(2023)

#### Reparto principal
- Nerea Barros como Elena Blanco
- Roberto Álamo como Antonio Castro Cervantes "Dimas"
- Vicente Romero como Rodrigo Orduño (Episodio 1 - Episodio 5; Episodio  7 - Episodio 8)
- Ignacio Montes como Ángel Zárate
- Lucía Martín Abello como Francisca "Chesca" Olmo
- Mona Martínez como Mariajo
- Francesc Garrido como Buendía
- Carmen Prada como Marina (Episodio 1 - Episodio 7)
- Carlos Cabra como El Capi (Episodio 2; Episodio 4; Episodio 6; Episodio 8)
- Unai Mayo como Lucas
- María Mercado como Aurora López Sepúlveda
- Michel Herráiz Gurillo como Daniel Robles (Episodio 1 - Episodio 5)
- María Morales como Soledad (Episodio 1 - Episodio 2)
- Font García como Alberto Robles (Episodio 1 - Episodio 2)
- Hugo Prieto como Lucas (niño) (Episodio 1 - Episodio 5; Episodio 8)
- Elena Matateyou como Aisha Bassir

con la colaboración especial de
- Ginés García Millán como Manuel Rentero (Episodio 1; Episodio 3 - Episodio 8)
- Nuria González como Rocío Narváez (Episodio 2 - Episodio 3; Episodio 5; Episodio 7 - Episodio 8)
- Andrés Gertrúdix como Casto Weyler "Yarum" (Episodio 2 - Episodio 6)
- Andrés Lima como Andoni Arístegui "Kortabarría" (Episodio 4 - Episodio 5; Episodio 8)
- Manolo Caro  como Carajaca (Episodio 4; Episodio 6)

## Episodios

### Primera temporada:La novia gitana(2022)
| N.º en serie | N.º en temp. | Título               | Dirigido por | Escrito por                          | Fecha de lanzamiento original |
| ------------ | ------------ | -------------------- | ------------ | ------------------------------------ | ----------------------------- |
| 1            | 1            | «La novia»           | Paco Cabezas | Antonio Mercero y José Rodríguez     | 25 de septiembre de 2022      |
| 2            | 2            | «El niño perdido»    | Paco Cabezas | Antonio Mercero y José Rodríguez     | 25 de septiembre de 2022      |
| 3            | 3            | «El clan del sordo»  | Paco Cabezas | Jorge Díaz y José Rodríguez          | 2 de octubre de 2022          |
| 4            | 4            | «La noche oscura»    | Paco Cabezas | Jorge Díaz y José Rodríguez          | 9 de octubre de 2022          |
| 5            | 5            | «Un buen padre»      | Paco Cabezas | José Rodríguez y Susana Martín Gijón | 16 de octubre de 2022         |
| 6            | 6            | «Uroboros»           | Paco Cabezas | José Rodríguez y Susana Martín Gijón | 23 de octubre de 2022         |
| 7            | 7            | «El hijo de Abraham» | Paco Cabezas | José Rodríguez                       | 30 de octubre de 2022         |
| 8            | 8            | «La red púrpura»     | Paco Cabezas | José Rodríguez                       | 6 de noviembre de 2022        |

### Segunda temporada:La red púrpura(2023)
| N.º en serie | N.º en temp. | Título                       | Dirigido por                               | Escrito por                          | Fecha de lanzamiento original |
| ------------ | ------------ | ---------------------------- | ------------------------------------------ | ------------------------------------ | ----------------------------- |
| 9            | 1            | «En el país de los ciegos»   | Paco Cabezas                               | José Rodríguez                       | 8 de octubre de 2023          |
| 10           | 2            | «La caza»                    | Paco Cabezas                               | José Rodríguez                       | 15 de octubre de 2023         |
| 11           | 3            | «Todas las madres»           | Juan Miguel del Castillo                   | José Rodríguez y Carmen Jiménez      | 22 de octubre de 2023         |
| 12           | 4            | «Donde empieza el monstruo»  | Juan Miguel del Castillo y Miguel A. Trudu | José Rodríguez y Daniel S. Arranz    | 29 de octubre de 2023         |
| 13           | 5            | «Todas las hijas»            | Juan Miguel del Castillo                   | Antonio Mercero y José Rodríguez     | 5 de noviembre de 2023        |
| 14           | 6            | «Tú eres el mensaje»         | Juan Miguel del Castillo                   | Susana Martín Gijón y José Rodríguez | 12 de noviembre de 2023       |
| 15           | 7            | «La sangre de los olvidados» | Paco Cabezas                               | José Rodríguez                       | 19 de noviembre de 2023       |
| 16           | 8            | «La madre de Caín»           | Paco Cabezas                               | José Rodríguez                       | 26 de noviembre de 2023       |

## Producción
El 20 de abril de 2021, Atresmedia Televisión anunció tres nuevas series en desarrollo para Atresplayer Premium, incluyendo una adaptación de la novela La novia gitana de Carmen Mola (seudónimo colectivo de Jorge Díaz, Antonio Mercero y Agustín Martínez), producida por Diagonal TV y Viacom International Studios. Mercero y Díaz volvieron para escribir la serie junto a José Rodríguez y Susana Martín Gijón, con Mercero y Rodríguez como coordinadores de guion, y Paco Cabezas fue anunciado como el director de la serie.
El 13 de diciembre de 2021, durante el Atresplayer Premium Day, Nerea Barros fue anunciada como la protagonista de la serie, mientras que el reparto completo fue finalizado en enero de 2022, iniciando su rodaje que tuvo lugar entre enero y mayo de 2022 en el centro de Madrid, Alcalá de Henares y Segovia.
El 25 de julio de 2022, Jaume Banacolocha, productor ejecutivo de la serie y consejero delegado de Diagonal TV, anunció que estaban empezando a trabajar en una segunda temporada de la serie, la cual Cabezas volvería a dirigir, con la producción prevista para comenzar en septiembre de 2022. Montse García, otra de las productoras ejecutivas de la serie y la directora de ficción de Atresmedia, confirmó que estaban desarrollando los guiones de la segunda temporada con José Rodríguez, uno de los guionistas de la serie, y que había planes para hacer una tercera temporada, a fin de completar la trilogía de libros. El 26 de enero de 2023, se anunció que el rodaje de la segunda temporada, titularía La red púrpura la cual estaría basada en la segunda novela de la saga original,, había comenzado en diferentes localizaciones de la Comunidad de Madrid, con Roberto Álamo, Carmen Prada, Nuria González, Andrés Gertrúdix, María Morales, Michel Herráiz, Font García, Unai Mayo, Andrés Lima, María Mercado y Hugo Prieto como nuevas incorporaciones.
El 13 de junio, Atresplayer confirmó de forma oficial que la serie había sido renovada por una tercera temporada, la cual estaría basada en la tercera novela de la saga original, La nena.

## Lanzamiento y marketing
El 13 de julio de 2022, Atresmedia Televisión sacó los primeros póster teasers de la serie y anunció que el 20 de julio de 2022 se desvelaría la fecha de estreno. Ese día, se anunció que la serie se estrenaría en Atresplayer el 25 de septiembre de 2022. El 21 de julio de 2022, se anunció que la serie se estrenaría por primera vez al público en el certamen del la 70.ª edición del Festival Internacional de Cine de San Sebastián. El 29 de julio de 2022, Atresplayer sacó los primeros teaser tráilers de la serie. El 26 de septiembre de 2022, Atresmedia programó por sorpresa el primer capítulo de la serie en su cadena de televisión principal, Antena 3, para el 28 de septiembre de 2022 a modo de evento, a fin de promocionar la serie y competir contra la segunda entrega de La isla de las tentaciones 5 en Telecinco.
En junio de 2023, Atresmedia sacó el primer teaser de la segunda temporada de la serie, titulada La red púrpura. En julio de 2023, Atresmedia, anunció que la temporada sería presentada en el Festival Internacional de Cine de San Sebastián en septiembre de ese año. El 14 de septiembre de 2023, Atresplayer anunció que La red púrpura se estrenaría en su plataforma el 8 de octubre de 2023. El 29 de septiembre de 2023, el tráiler completo de La red púrpura fue lanzado al público. Días antes del estreno de La red púrpura, para promocionar la nueva temporada, Atresplayer puso disponible de forma gratuita todos los capítulos de La novia gitana durante un tiempo limitado. El 26 de octubre de 2023, Antena 3 anunció que, al igual que con La novia gitana en su día, emitiría a modo de evento los dos primeros capítulos de La red púrpura el 1 de noviembre de 2023, con el fin de atraer posibles nuevos espectadores a su lanzamiento semanal en Atresplayer.